# Willie Garson
William Garson Paszamant (født 20. februar 1964, død 21. september 2021) var en amerikansk skuespiller.
Han var kendt for at spille Stanford Blatch i HBO-serien Sex and the City og i de relaterede film Sex and the City og Sex and the City 2, Mozzie i USA Network-serien White Collar fra 2009 til 2014, Ralph i den romantiske komedie fra 2005 Little Manhattan, Gerard Hirsch i genstarten af Hawaii Five-0 og Martin Lloyd i sci-fi-serien Stargate SG-1.